# 18a cerimònia dels Lumières
La 18a cerimònia dels Lumières de la Premsa Internacional, va tenir lloc el 18 de gener de 2013 a la Gaîté-Lyrique i estava presidida per Victoria Abril.

## Guanyadors i nominats
Els guanyadors s'indiquen en negreta.
| Millor pel·lícula - Amor de Michael Haneke - De rovell i d'os de Jacques Audiard - Camille redouble de Noémie Lvovsky - Holy Motors de Leos Carax - L'adeu a la reina de Benoît Jacquot                                                                                 | Millor director - Jacques Audiard per De rovell i d'os - Leos Carax per Holy Motors - Michael Haneke per Amor - Noémie Lvovsky per Camille redouble - Cyril Mennegun per Louise Wimmer |
| Millor actor - Jean-Louis Trintignant dans Amor - Guillaume Canet per Una vida millor - Denis Lavant per Holy Motors - Jérémie Renier per Cloclo - Matthias Schoenaerts per De rovell i d'os                                                                            | Millor actriu - Emmanuelle Riva per Amor - Marion Cotillard per De rovell i d'os - Catherine Frot per La cuinera del president - Noémie Lvovsky per Camille redouble - Corinne Masiero per Louise Wimmer |
| Millor actor revelació - Ernst Umhauer per A la casa - Clément Métayer per Après mai - Stéphane Soo Mongo per Rengaine - Pierre Niney per Comme des frères - Mahmoud Shalaby per Une bouteille à la mer                                                                 | Millor actriu revelació - Judith Chemla, Julia Faure i India Hair per Camille redouble - Agathe Bonitzer per Une bouteille à la mer - Izïa Higelin per Mauvaise Fille - Sofiia Manousha per Le noir (te) vous va si bien - SoKo per Augustine                                                               |
| Millor pel·lícula francòfona - La Pirogue de Moussa Touré - À perdre la raison de Joachim Lafosse - Laurence Anyways de Xavier Dolan - Germana de Ursula Meier - Monsieur Lazhar de Philippe Falardeau                                                                  | Millor guió - De rovell i d'os – Jacques Audiard i Thomas Bidegain - Holy Motors - Leos Carax - L'adeu a la reina - Benoît Jacquot i Gilles Taurand - Camille redouble - Noémie Lvovsky, Maud Ameline, Pierre-Olivier Mattei i Florence Seyvos - Une bouteille à la mer - Valérie Zenatti i Thierry Binisti |
| Millor fotografia - Antoine Héberlé per Inheritance i Quelques heures de printemps - Romain Winding per L'adeu a la reina i Cherchez Hortense - Matthieu Poirot-Delpech per L'Œil de l'astronome - Claire Mathon per Trois Mondes - Caroline Champetier per Holy Motors | Lumière d'honor - Claudia Cardinale pel conjunt de la seva obra |
| Premi especial Lumière - Camille redouble – Noémie Lvovsky | |